# Fontaine monumentale de Guchen
La fontaine monumentale de Guchen est une fontaine située dans la commune de Guchen, département français des Hautes-Pyrénées.

## Localisation
La fontaine monumentale est située à l'intersection des routes départementales D 929 et routes départementales D 30 (route de l'Arbizon).

## Description
Le projet de la municipalité et de l'architecte Tiffon prévoyait une fontaine monumentale ayant la forme d'un petit temple rustique en arcades à jour avec statue de grès céramique ou de fonte de fer représentant une naïade, l'eau s'écoulant au moyen de mascarons ou de becs sur ses quatre faces. 
L'aspect actuel de la fontaine montre que ce projet a été respecté : l'édicule de plan carré repose sur une forte base en moyen appareil calcaire, chaque élévation percée d'une grande baie en arc plein-cintre, le sommet souligné par une corniche moulurée. La pierre de taille en calcaire marbrier blanc provient des carrières de Guchen.

## Historique
En août 1856 le conseil municipal décide d'installer un réseau de fontaines dans le bourg, le programme de travaux, confié à l'architecte Tiffon, de Tarbes, comprend la pose de tuyaux de fonte pour capter et conduire les eaux de la source, l'installation de cinq bornes-fontaines en fonte et la construction d'une fontaine monumentale en pierre marbrière ornée d'une statue de naïade. 
Les adjudications en divers lots ont lieu le 30 mai 1857 et désignent le maître-charpentier Jean-Marie Miro, de Cadéac, pour le gros-œuvre ; le fondeur mécanicien Olin-Chatelet, de Toulouse, pour la fourniture des bornes fontaines, des tuyaux et des goulots en fonte ; les frères Virebent, de Toulouse, pour la fourniture de la statue de naïade en grès céramique. 
Ce chantier ambitieux sera retardé par des difficultés d'ordre technique, et le devis initial de 21 500 francs dépassé. Les travaux se terminent en juin 1859. 
La fontaine était ornée à l'origine d'une statue de la naïade des frères Virebent qui n'existe plus et a été remplacée par une statue de naïade en marbre signée Martial Caumont et datée de 1935.

## Galerie d'images

Sélection de vues de la fontaine.
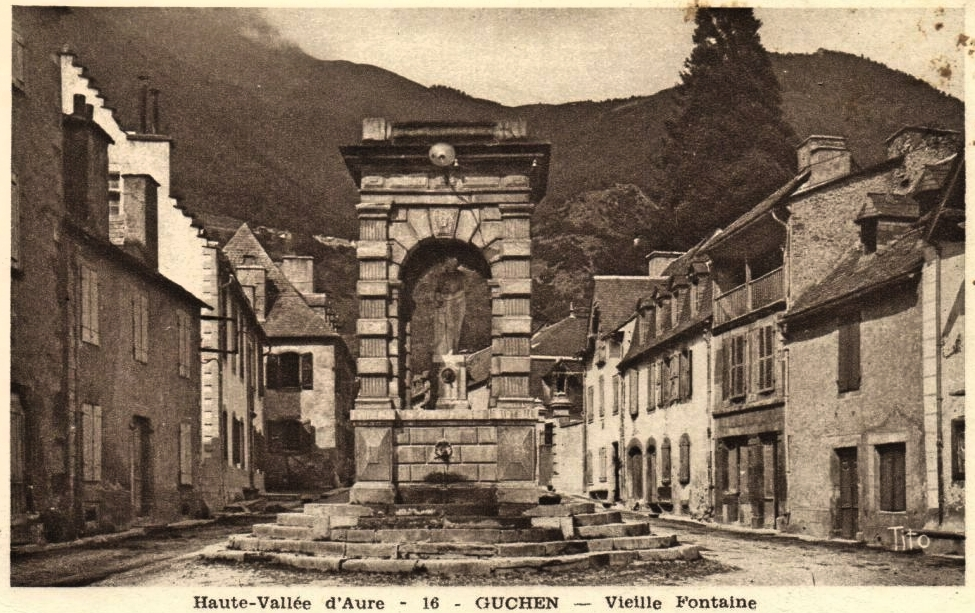
Vers 1910.
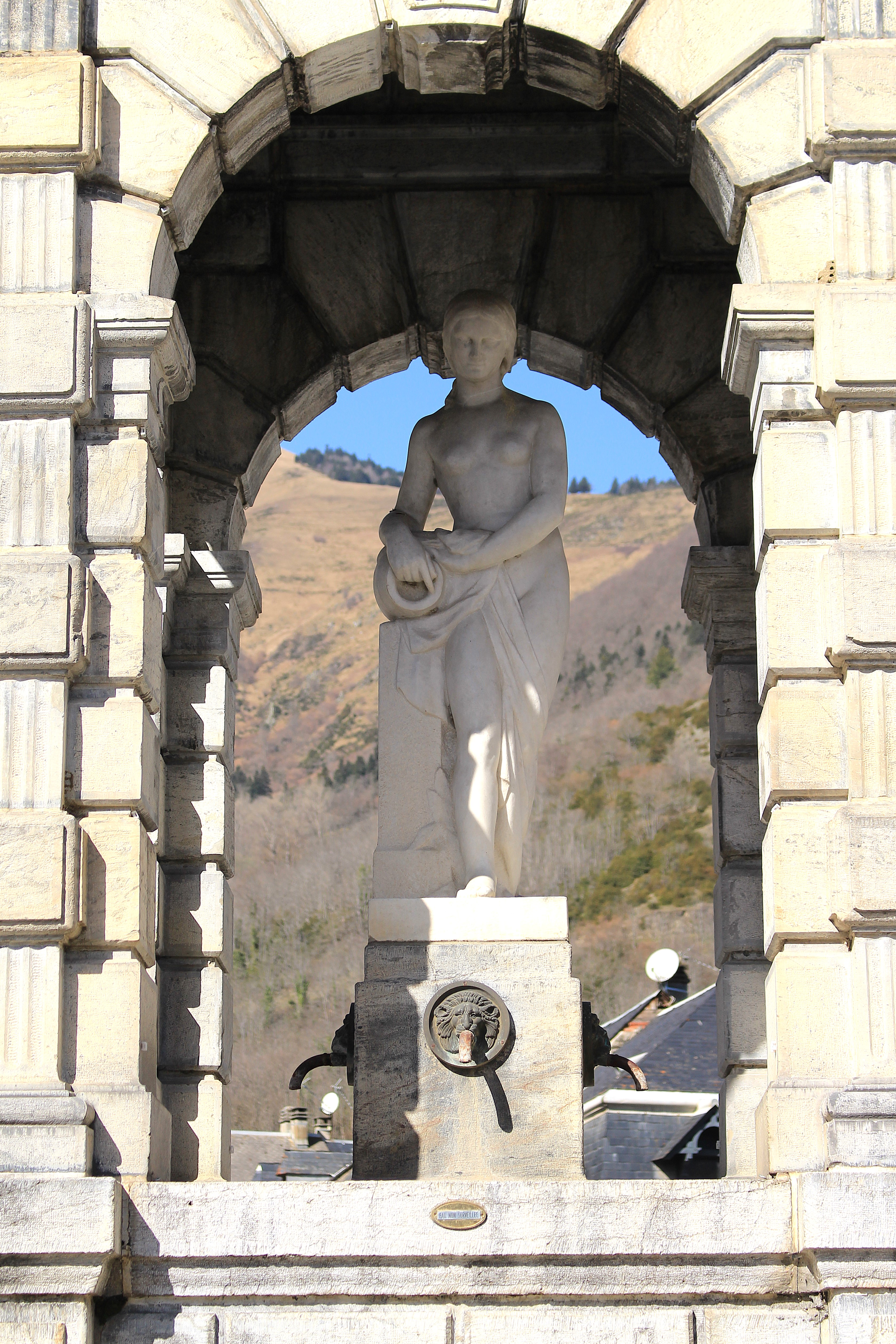
La naïade.
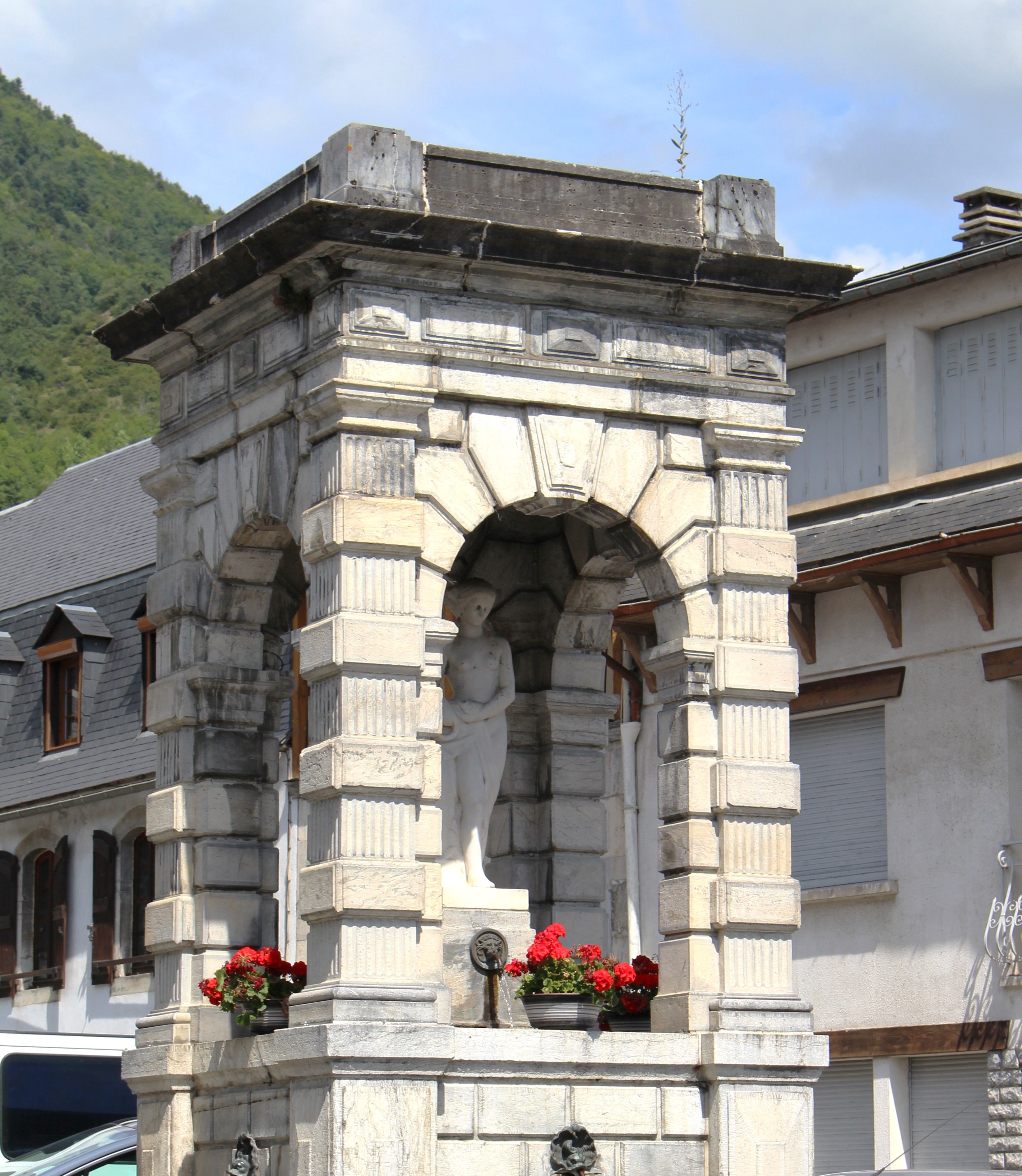
La fontaine.